# Copa del Atlántico (clubes)
La Copa Sudamericana del Atlántico fue una competición sudamericana amistosa de fútbol que se celebró únicamente en los años 1947 y 1956 por clubes de Argentina, Brasil y Uruguay, en paralelo a la Copa del Atlántico disputadas por las selecciones de dichos países, dejando su organización a las federaciones de estos países.

## Copa del Atlántico 1947
La edición de 1947 le daba el título de campeón al país que obtuviese más puntos sumado entre los 2 clubes del país al que representaban. Todos los partidos se jugaron en el Estadio Centenario de Montevideo; Equipos del mismo país no jugaron entre sí.

### Participantes

#### Argentina
- River Plate (campeón Campeonato de Primera División 1947 (Argentina))
- Boca Juniors (subcampeón Campeonato de Primera División 1947 (Argentina))

#### Brasil
- Vasco da Gama (campeón Torneo Municipal 1946)
- Palmeiras (campeón Torneo Inicio Paulista 1946)

#### Uruguay
- Nacional (campeón Campeonato Uruguayo de Primera División 1946)
- Peñarol (subcampeón Campeonato Uruguayo de Primera División 1946)

### Resultados
| Equipo        | Pts. | PJ | PG | PE | PP | GF | GC | DG |
| ------------- | ---- | -- | -- | -- | -- | -- | -- | -- |
| Boca Juniors  | 6    | 4  | 3  | 0  | 1  | 10 | 5  | +5 |
| Nacional      | 6    | 4  | 3  | 0  | 1  | 8  | 7  | +1 |
| Peñarol       | 5    | 4  | 2  | 1  | 1  | 4  | 2  | +2 |
| River Plate   | 3    | 4  | 1  | 1  | 2  | 8  | 9  | –1 |
| Palmeiras     | 2    | 4  | 1  | 0  | 3  | 4  | 7  | –3 |
| Vasco da Gama | 2    | 4  | 0  | 2  | 2  | 2  | 6  | –4 |

| Fecha                | Lugar                          |              |                      | Resultado |                      |               |
| -------------------- | ------------------------------ | ------------ | -------------------- | --------- | -------------------- | ------------- |
| 18 de enero de 1947  | Estadio Centenario, Montevideo | Peñarol      | Bandera de Uruguay   | 2:0       | Bandera de Argentina | River Plate   |
| 23 de enero de 1947  | Estadio Centenario, Montevideo | Palmeiras    | Bandera de Brasil    | 3:2       | Bandera de Argentina | Boca Juniors  |
| 26 de enero de 1947  | Estadio Centenario, Montevideo | Nacional     | Bandera de Uruguay   | 2:0       | Bandera de Brasil    | Vasco da Gama |
| 28 de enero de 1947  | Estadio Centenario, Montevideo | Peñarol      | Bandera de Uruguay   | 1:0       | Bandera de Brasil    | Palmeiras     |
| 30 de enero de 1947  | Estadio Centenario, Montevideo | River Plate  | Bandera de Argentina | 1:1       | Bandera de Brasil    | Vasco da Gama |
| 30 de enero de 1947  | Estadio Centenario, Montevideo | Nacional     | Bandera de Uruguay   | 0:3       | Bandera de Argentina | Boca Juniors  |
| 1 de febrero de 1947 | Estadio Centenario, Montevideo | Nacional     | Bandera de Uruguay   | 1:0       | Bandera de Brasil    | Palmeiras     |
| 4 de febrero de 1947 | Estadio Centenario, Montevideo | Peñarol      | Bandera de Uruguay   | 0:0       | Bandera de Brasil    | Vasco da Gama |
| 4 de febrero de 1947 | Estadio Centenario, Montevideo | River Plate  | Bandera de Argentina | 3:1       | Bandera de Brasil    | Palmeiras     |
| 6 de febrero de 1947 | Estadio Centenario, Montevideo | Boca Juniors | Bandera de Argentina | 3:1       | Bandera de Brasil    | Vasco da Gama |
| 6 de febrero de 1947 | Estadio Centenario, Montevideo | Nacional     | Bandera de Uruguay   | 5:4       | Bandera de Argentina | River Plate   |
| 9 de febrero de 1947 | Estadio Centenario, Montevideo | Peñarol      | Bandera de Uruguay   | 1:2       | Bandera de Argentina | Boca Juniors  |

### Posiciones por países
| Equipo    | Pts. | PJ | PG | PE | PP | GF | GC | DG |
| --------- | ---- | -- | -- | -- | -- | -- | -- | -- |
| Uruguay   | 11   | 8  | 5  | 1  | 2  | 12 | 9  | +3 |
| Argentina | 9    | 8  | 4  | 1  | 3  | 18 | 14 | +4 |
| Brasil    | 4    | 8  | 1  | 2  | 5  | 6  | 13 | -7 |

| Bandera de Uruguay |
| Campeón Uruguay    |

## Copa del Atlántico 1956 (clubes)

### Participantes

#### Argentina
- Boca Juniors (tercer puesto Campeonato de Primera División 1955 (Argentina))
- River Plate (campeón Campeonato de Primera División 1955 (Argentina))
- Racing (subcampeón Campeonato de Primera División 1955 (Argentina))
- Lanús (quinto puesto Campeonato de Primera División 1955 (Argentina) y campeón Copa de la Provincia de Buenos Aires de 1955)
- San Lorenzo (octavo puesto Campeonato de Primera División 1955 (Argentina))

#### Brasil
- Corinthians (2.º puesto Campeonato Paulista de 1955)
- Santos (Campeón do Campeonato Paulista de 1955)
- São Paulo (3.º puestoCampeonato Paulista de 1955 y campeón Torneio Rio-São Paulo de 1956)
- Fluminense (4.º puesto Campeonato Carioca de 1955)
- America-RJ (2.º puesto Campeonato Carioca de 1955)

#### Uruguay
- Nacional (Campeón Campeonato Uruguayo de Primera División 1955)
- Peñarol (2.º puesto Campeonato Uruguayo de Primera División 1955)
- Danubio (4.º puesto Campeonato Uruguayo de Primera División 1955)
- Defensor (5.º puesto Campeonato Uruguayo de Primera División 1955)
- Wanderers (7.º puesto Campeonato Uruguayo de Primera División 1955)

### Primera fase
| Fecha               | Lugar                              |             |                      | Resultado |                      |              |
| ------------------- | ---------------------------------- | ----------- | -------------------- | --------- | -------------------- | ------------ |
| 20 de junio de 1956 | Viejo Gasómetro, Buenos Aires      | Lanús       | Bandera de Argentina | 5 - 1     | Bandera de Uruguay   | Defensor     |
| 20 de junio de 1956 | Estadio Centenario, Montevideo     | Wanderers   | Bandera de Uruguay   | 2 - 1     | Bandera de Argentina | San Lorenzo  |
| 23 de junio de 1956 | Estadio Centenario, Montevideo     | Nacional    | Bandera de Uruguay   | 0 - 1     | Bandera de Brasil    | São Paulo    |
| 23 de junio de 1956 | Pacaembu, São Paulo                | Corinthians | Bandera de Brasil    | 2 - 2     | Bandera de Uruguay   | Danubio      |
| 23 de junio de 1956 | Estadio Giulite Coutinho, Mesquita | América-RJ  | Bandera de Brasil    | 2 - 1     | Bandera de Argentina | Racing       |
| 24 de junio de 1956 | Vila Belmiro, Santos               | Santos      | Bandera de Brasil    | 4 - 0     | Bandera de Argentina | River Plate  |
| 24 de junio de 1956 | Estadio Centenario, Montevideo     | Peñarol     | Bandera de Uruguay   | 1 - 2     | Bandera de Argentina | Boca Juniors |

- Fluminense por medio de sorteo, entró directamente a la segunda fase.
- La disputa entre  Danubio y  Corinthians fue realizada por penales con Corinthians venciendo por 4 a 2.

### Cuartos de final
| Fecha               | Lugar                          |              |                      | Resultado |                      |            |
| ------------------- | ------------------------------ | ------------ | -------------------- | --------- | -------------------- | ---------- |
| 30 de junio de 1956 | Pacaembu, São Paulo            | São Paulo    | Bandera de Brasil    | 3 - 1     | Bandera de Brasil    | América-RJ |
| 30 de junio de 1956 | Estadio Centenario, Montevideo | Wanderers    | Bandera de Uruguay   | 0 - 2     | Bandera de Argentina | Lanús      |
| 1 de julio de 1956  | Viejo Gasómetro, Buenos Aires  | Boca Juniors | Bandera de Argentina | 3 - 1     | Bandera de Brasil    | Fluminense |
| 4 de julio de 1956  | Pacaembu, São Paulo            | Corinthians  | Bandera de Brasil    | 4 - 3     | Bandera de Brasil    | Santos     |

### Semifinales
| Fecha              | Lugar                         |              |                      | Resultado |                      |           |
| ------------------ | ----------------------------- | ------------ | -------------------- | --------- | -------------------- | --------- |
| 5 de julio de 1956 | Viejo Gasómetro, Buenos Aires | Boca Juniors | Bandera de Argentina | 2 - 0     | Bandera de Argentina | Lanús     |
| 7 de julio de 1956 | Pacaembu, São Paulo           | Corinthians  | Bandera de Brasil    | 2 - 0     | Bandera de Brasil    | São Paulo |

### Final
| Fecha               | Lugar               |             |                   | Resultado |                      |              |
| ------------------- | ------------------- | ----------- | ----------------- | --------- | -------------------- | ------------ |
| 19 de julio de 1956 | Pacaembu, São Paulo | Corinthians | Bandera de Brasil | -         | Bandera de Argentina | Boca Juniors |

Nota: La final nunca se disputó.